# Copa de Europa de baloncesto 1967-68
La decimoprimera edición de la Copa de Europa de Baloncesto fue ganada por el Real Madrid derrotando en la final al Spartak ZJŠ Brno de Checoslovaquia, final disputada en Lyon.

## Primera ronda
| Equipo 1          | Agr.    | Equipo 2        | Ida    | Vuelta |
| ----------------- | ------- | --------------- | ------ | ------ |
| Maccabi Tel Aviv  | 165–144 | Alsace Bagnolet | 85–62  | 80–82  |
| Alvik             | 128–139 | KTP             | 67–67  | 61–72  |
| Boroughmuir       | 112–234 | Real Madrid     | 69–108 | 43–126 |
| FAR Rabat         | 121–205 | Juventud Kalso  | 70–96  | 51–109 |
| Racing Luxembourg | 113–148 | Gießen 46ers    | 63–76  | 50–72  |
| Honvéd            | 129–136 | Zadar           | 86–72  | 43–64  |
| Steaua Bucureşti  | 124–126 | Panathinaikos   | 82–65  | 42–61  |
| Vauxhall Motors   | 97–236  | Legia Varsovia  | 56–93  | 41–143 |

## Segunda ronda
| Equipo 1          | Agr.    | Equipo 2             | Ida   | Vuelta |
| ----------------- | ------- | -------------------- | ----- | ------ |
| Panathinaikos     | 141–159 | Zadar                | 79–70 | 62–89  |
| KTP               | 147–178 | CSKA Sofia           | 86–89 | 61–89  |
| Eendracht Utrecht | 133–202 | Real Madrid          | 66–90 | 67–112 |
| Juventud Kalso    | 157–113 | Legia Varsovia       | 87–56 | 70–57  |
| Gießen 46ers      | 134–189 | Maccabi Tel Aviv     | 72–84 | 62–105 |
| Benfica Luanda    | 133–261 | Racing Bell Mechelen | 59–90 | 74–171 |
| Engelmann Wien    | 135–171 | Simmenthal Milano    | 79–95 | 56–76  |
| Altınordu         | 130–167 | Spartak ZJŠ Brno     | 61–65 | 69–102 |

## Fase de grupos de cuartos de final
Los cuartos de final se jugaron con un sistema de todos contra todos, en el que cada serie de dos partidos ida y vuelta se consideraba como un solo partido para la clasificación.
|  | Los dos primeros acceden a semifinales |

|    | Equipo            | Par. | Pts. | G | P | PF  | PC  | PD  |
| -- | ----------------- | ---- | ---- | - | - | --- | --- | --- |
| 1. | Zadar             | 3    | 6    | 3 | 0 | 433 | 409 | +24 |
| 2. | Simmenthal Milano | 3    | 5    | 2 | 1 | 490 | 451 | +39 |
| 3. | Juventud Kalso    | 3    | 4    | 1 | 2 | 427 | 467 | -40 |
| 4. | CSKA Sofia        | 3    | 3    | 0 | 3 | 500 | 523 | -23 |

|    | Equipo               | Par. | Pts. | G | P | PF  | PC  | PD  |
| -- | -------------------- | ---- | ---- | - | - | --- | --- | --- |
| 1. | Spartak ZJŠ Brno     | 3    | 6    | 3 | 0 | 539 | 482 | +57 |
| 2. | Real Madrid          | 3    | 5    | 2 | 1 | 501 | 482 | +19 |
| 3. | Maccabi Tel Aviv     | 3    | 4    | 1 | 2 | 381 | 407 | -26 |
| 4. | Racing Bell Mechelen | 3    | 3    | 0 | 3 | 350 | 400 | -50 |

## Semifinales
| Equipo 1          | Agr.    | Equipo 2         | Ida   | Vuelta |
| ----------------- | ------- | ---------------- | ----- | ------ |
| Real Madrid       | 144–127 | Zadar            | 76–62 | 68–65  |
| Simmenthal Milano | 150–166 | Spartak ZJŠ Brno | 64–63 | 86–103 |

## Final
11 de abril, Palais des Sports de Gerland, Lyon
| Equipo 1    | Resultado | Equipo 2         |
| ----------- | --------- | ---------------- |
| Real Madrid | 98–95     | Spartak ZJŠ Brno |

| Campeón de la Copa de Europa 1967–68 |
| ------------------------------------ |
| Real Madrid 4º título                |